# Бюхнер, Георг
Георг Бюхнер (нем. Georg Büchner; 17 октября 1813, Годделау, Великое Герцогство Гессен-Дармштадт — 19 февраля 1837, Цюрих) — немецкий писатель и драматург, один из наиболее выдающихся представителей литературы домартовского периода.

## Биография

### 1813—1831. Детство и школьные годы
Георг Бюхнер родился 17 октября 1813 года в семье врача Эрнста Карла Бюхнера (1786—1861) и Каролины Бюхнер, урождённой Ройс (1791—1858). Крещён 26 октября под именем Карл Георг Бюхнер. 

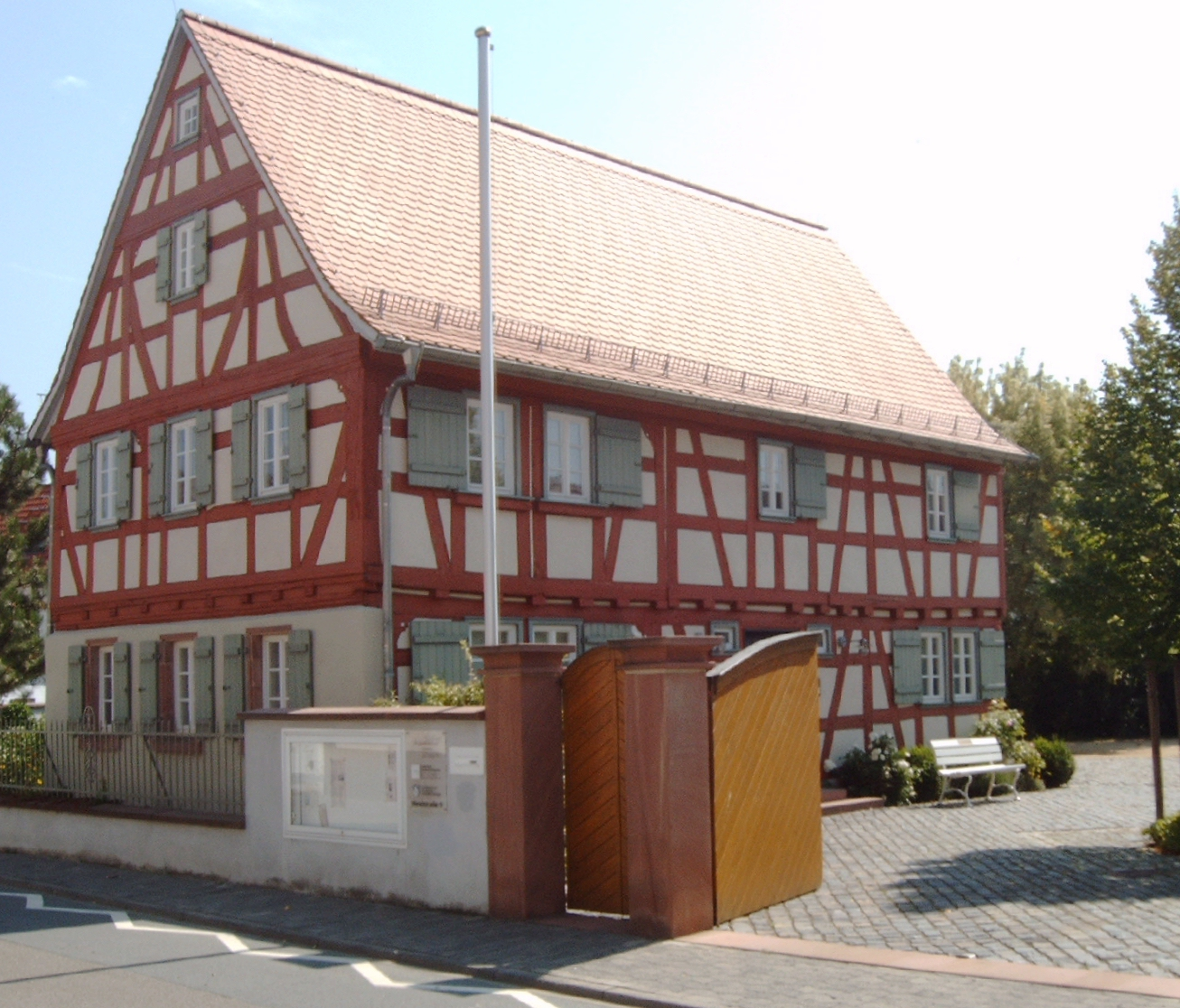
Дом в Годделау, в котором родился Георг Бюхнер

Георг был старшим из шести (выживших) детей в семье. Его младшие братья и сёстры:
- Матильда Бюхнер (1815—1888);
- фармацевт, фабрикант и политик Вильгельм Бюхнер (1816—1892);
- писательница Луиза Бюхнер (1821—1877);
- врач, естествоиспытатель и философ Людвиг Бюхнер (1824—1899);
- лингвист и литературовед Александр Бюхнер (1827—1904).

Племянником Георга Бюхнера был Эрнст Бюхнер (1850—1924), химик-изобретатель.
Осенью 1816 года семья Бюхнеров переселилась из Годделау в Дармштадт.
С осени 1821 года восьмилетний Георг Бюхнер посещал частную школу («Частное воспитательное и образовательное заведение для мальчиков») педагога Карла Вайтерсхаузена (1790—1837).

Весной 1825 года, сдав экзамены, был принят в дармштадскую великогерцогскую классическую гимназию («Pädagog»), в то время — одно из лучших учебных заведений не только в Гессене, но и во всей Германии. Учащиеся гимназии делились на пять классов, в порядке восхождения: «кварта», «терция», «секунда», «прима», «селекта»; Бюхнер при зачислении был принят сразу во второй класс («терцию»).

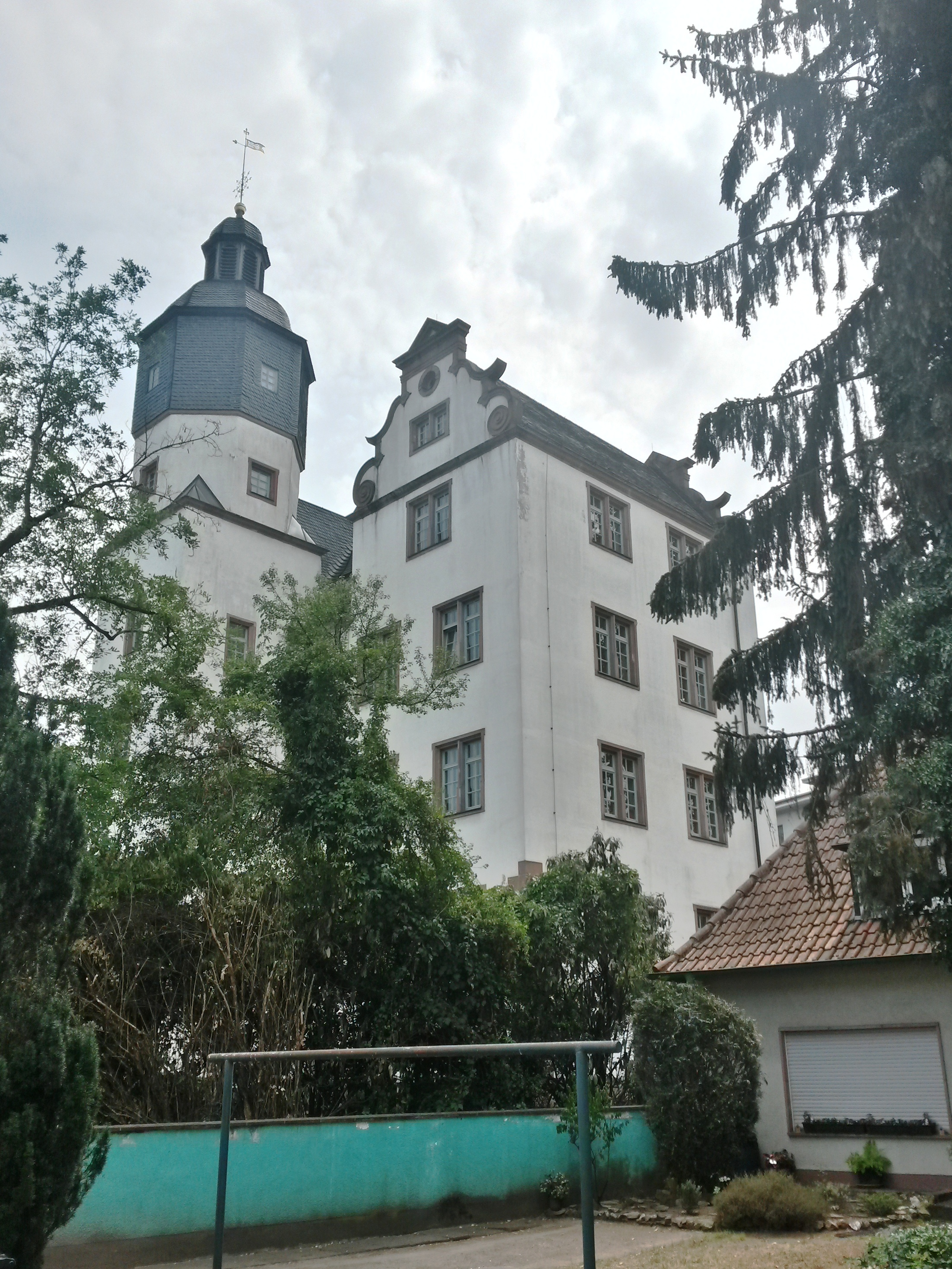
Здание великогерцогской гимназии в Дармштадте («Pädagog»), в которой в 1825—1831 гг. учился Георг Бюхнер

29 сентября 1830 года на школьном празднике шестнадцатилетний Бюхнер произнёс торжественную речь в защиту самоубийства Катона Утического, которая традиционно публикуется в изданиях его сочинений. 
31 марта 1831 года окончил гимназию. В свидетельстве об окончании отмечено хорошее владение греческим, латинским и итальянским языками, «значительные познания в истории» и «выдающийся дар рассуждения и изображения», проявленный в письменных сочинениях на немецком языке.

### 1831—1833. Страсбург
30 октября 1831 года Бюхнер прибывает в Страсбург, и в начале ноября становится студентом медицинского факультета Страсбургской академии. Там он в течение следующих двух лет будет слушать курсы по химии, физике, зоологии, анатомии и фармакологии. Живёт Бюхнер в доме пастора Иоганна Якоба Йегле (1763—1837). Между ним и дочерью пастора, Вильгельминой Йегле (1810—1880), завязываются любовные отношения (спустя полтора года, в марте 1833 года, они объявят о помолвке).  

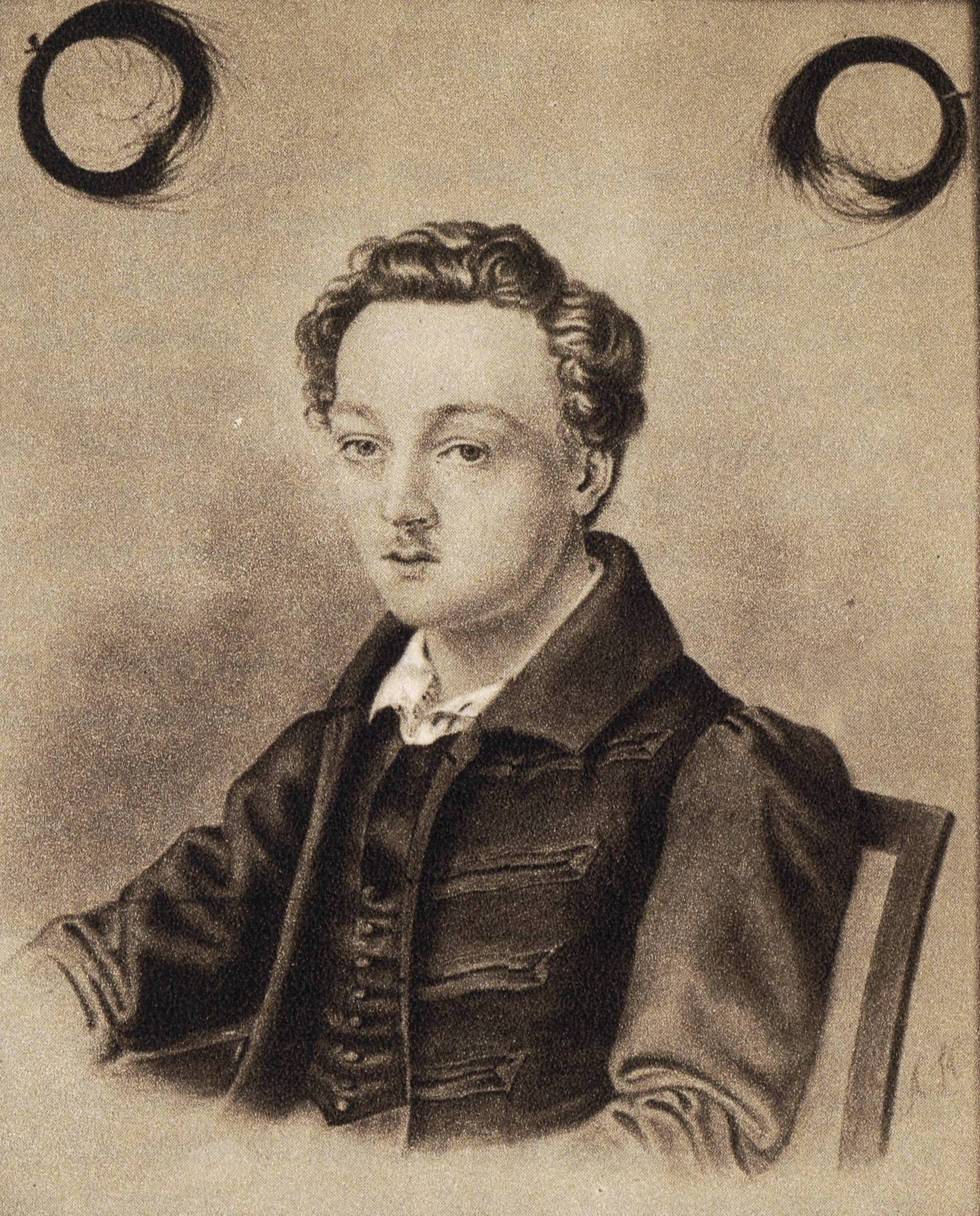
Август Гофман. «Георг Бюхнер в польском сюртуке», 1833 (?)

### 1833—1835. Дармштадт, Гиссен

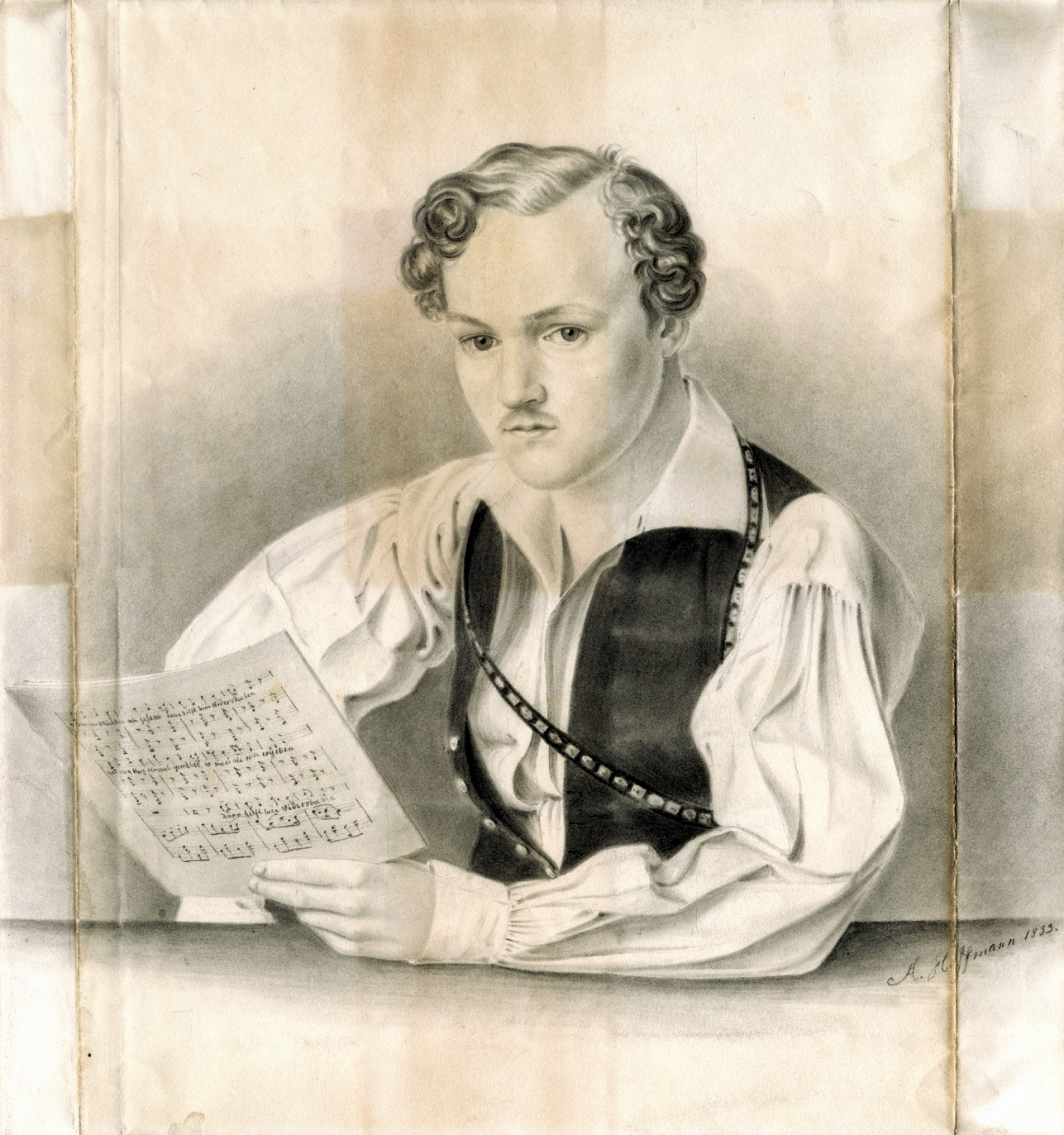
Август Гофман. «Юноша с нотным листом», 1833. Для рисунка, возможно, позировал Георг Бюхнер

Летом 1833 года Бюхнер возвращается в Дармштадт. В конце октября он снова его покидает и переезжает в Гисен, где планирует продолжать медицинское образование. 31 октября он становится студентом медицинского факультета Великогерцогско-Гессенского Земельного Университета Гисена. Одновременно он участвует в деятельности «Читательского общества» (нем. Lesegesellschaft), членами которого были около 150 человек — от оппозицинно настроенных студентов до ремесленников. 31 декабря 1834 года это общество будет официально запрещено. В конце осени 1833 года, после тяжёлой болезни, Бюхнер на некоторое время уезжает на поправку в родительский дом в Дармштадте. Здесь он, по собственному выражению, «всеми силами кидается в философию»; то есть его научные интересы, по-видимому, смещаются от медицины к философии и естественным наукам. 
В начале января 1834 года Бюхнер возвращается в Гисен. Известно, что в летнем семестре 1834 года он слушает в университете курс лекций по логике и естественному праву, а также по сравнительной анатомии.  
В это же время, зимой 1834—1835 годах, ещё в Гисене, Бюхнер работает над исторической драмой на материале Великой Французской Революции под названием «Смерть Дантона». 21 февраля 1835 г. он отправляет готовый манускрипт пьесы писателю и редактору журнала «Phönix» Карлу Гуцкову, прося его содействовать в скорейшей публикации.  
В марте Бюхер посвящает нескольких знакомых и друзей в план распространения революционной прокламации, задуманный им совместно с Фридрихом Людвигом Вейдигом. К середине марта черновой текст прокламации, подготовленный Бюхнером, уже готов. В конце марта Бюхнер, опасаясь возможного политического преследования, тайно, не сообщая о своих намерениях даже родным, уезжает из Гисена в Страсбург. Прибыв в Страсбург, он извещает родителей о своей помолвке с Вильгельминой Йегле.

### 1835—1837. Страсбург, Цюрих
Избежал грозившего ему ареста бегством в 1835 году в Страсбург и здесь посвятил себя изучению новой философии, в особенности Декарта и Спинозы. В октябре 1836 года приехал в Цюрих, где получил позволение на чтение лекций; но 19 февраля 1837 года, вскоре после открытия им своего курса сравнительной анатомии, умер от тифа.

## Политическая деятельность
Уже школьная речь, написанная к гимназическому празднику и посвящённая оправданию самоубийства Катона Утического, демонстрирует симпатию 16-летнего Георга Бюхнера к республиканским идеям:  
Римлянин знал лишь одну свободу; это был закон, которому он подчинялся по свободному убеждению, как необходимости; эту свободу уничтожил Цезарь; Катон стал бы рабом, если бы он склонился перед законом произвола. И если Рим не стоил свободы, то сама свобода стоила того, чтобы Катон ради неё жил и умер.Георг Бюхнер, в пер. Е.Т. Рудневой, "Катон Утический"

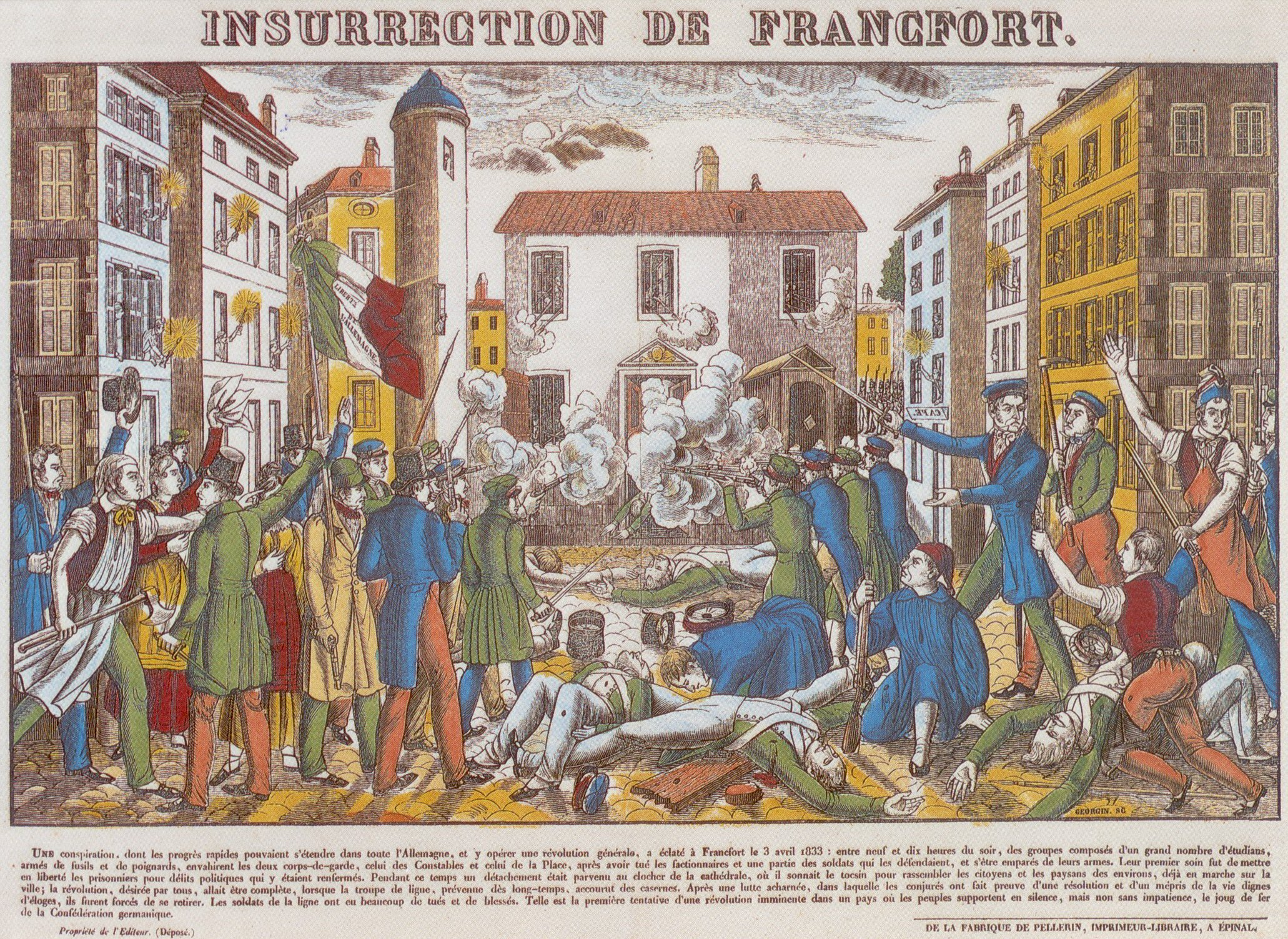
Франсуа Жеоржен (François Georgin). «Штурм Гауптвахты во Франкфурте», ок. 1833.

3 апреля 1833 года группа заговорщиков во Франкфурте предприняла неудачную попытку переворота, захватив франкфуртскую Гауптвахту и атаковав другие правительственные учреждения (см. Франкфуртское покушение). Среди причастных к франкфуртским событиям было девять выпускников гисенской гимназии «Pädagog», которую окончил и Георг Бюхнер. В августе 1833 года Бюхнер даёт под присягой ложные показания об участнике заговора, выпускнике этой гимназии Кристиане Кригке (Christian Kriegk, 1810—1847), заявляя его невиновность. 5 сентября 1835 года, после ещё нескольких показаний в пользу Кригка, его отпускают на свободу. В начале марта 1834 г., после того, как из Фридбергской тюрьмы отпускают на свободу почти всех задержанных за участие в заговоре, Бюхнер посещает праздник по этому поводу, организованный Фридрихом Людвигом Вейдигом, тоже причастным к заговору. Вскоре после этого Бюхнер собирает нескольких бывших участников франкфуртских событий и посвящает их в план распространения революционной прокламации, задуманный совместно с Вейдигом. Участники этих обсуждений впоследствии войдут в организованное Бюхнером тайное общество. 
Предположительно с весны 1833 года Бюхнер принадлежал к страсбургскому отделению французского республиканского тайного общества «Société des droits de l’homme» («Общество прав человека»). В марте и апреле 1834 года он сам основывает в Гисене и Дармштадте два отделения «Общества прав человека» («Gesellschaft der Menschenrechte»).  
Конечной целью гисенского отделения «Общества прав человека» была «республиканизация Германии» путём массового восстания. Август Беккер (1814—1871), член гисенского отделения общества, впоследствии на допросе суммировал воззрения Георга Бюхнера следующим образом: 
Если осуществление всеохватной революции когда бы то ни было станет возможно, то случиться это может лишь при посредстве большой народной массы, численным перевесом которой солдаты будут как бы задавлены. Речь, стало быть, идёт о том, чтобы приобрести на свою сторону эту большую массу, что покамест возможно лишь через распространение прокламаций.Август Беккер, Протокол допроса от 1 сентября, 4 июля, 6 июля и 1 ноября 1837 года

Написанная Бюхнером в марте 1834 года и отредактированная его товарищем по «Обществу прав человека», Фридрихом Людвигом Вейдигом, прокламация под названием «Гессенский крестьянский вестник» должна была служить именно этим целям. Она была отпечатана, предположительно, в количестве 1200 экземпляров и распространялась среди крестьян членами «Общества прав человека» и опозиционно настроенными студентами начиная с августа 1834 года. Впрочем, о её реальном воздействии на гессенских крестьян и ремесленников ничего не известно. Однако Вейдиг, по-видимому счёл первый опыт достаточно успешным, так как в ноябре 1834 года в Марбурге (уже без участия Георга Бюхнера) был допечатан второй тираж, числом ок. 400 экземпляров.

## Творческое наследие

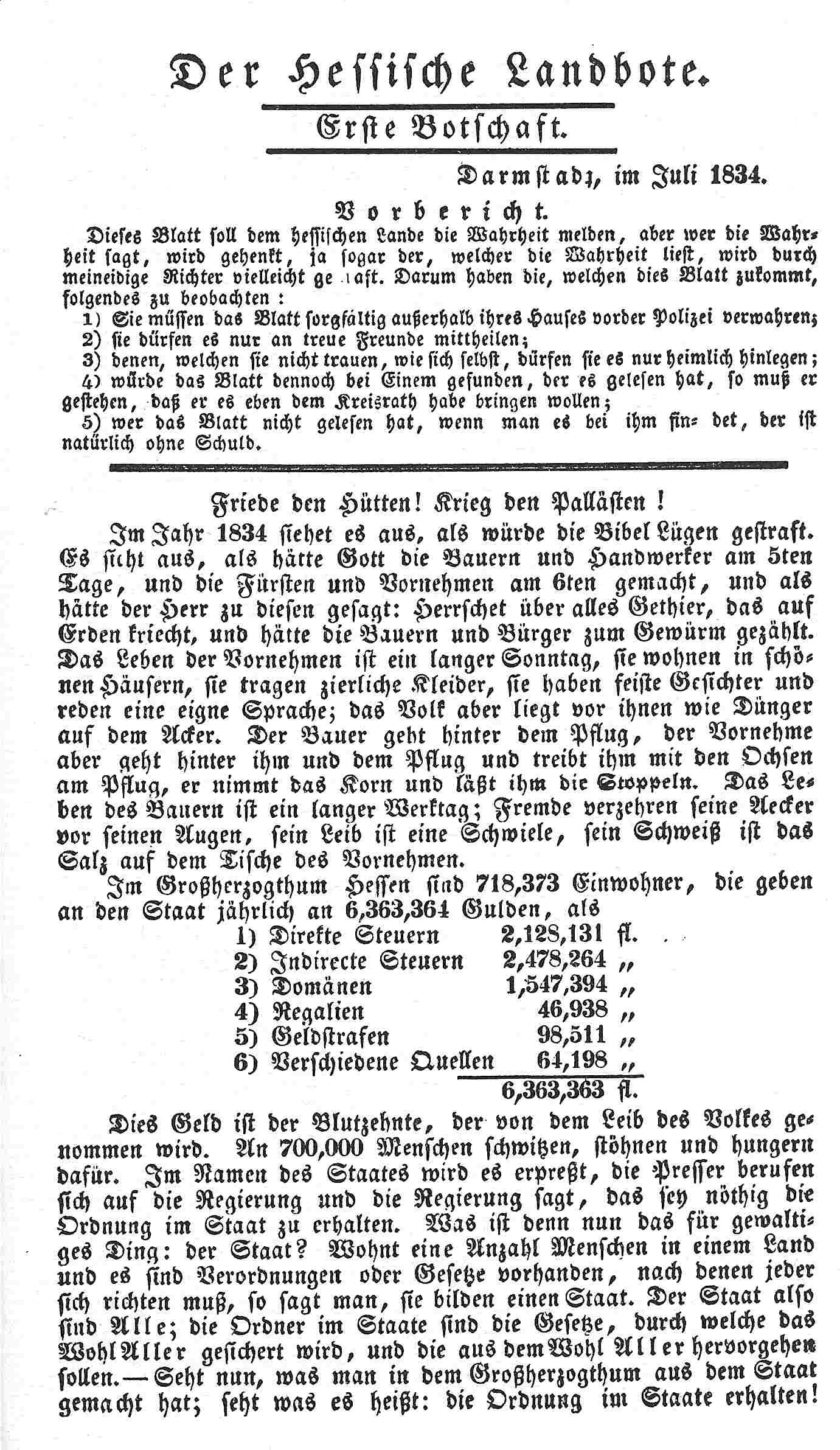
Первая страница «Гессенского крестьянского вестника» с лозунгом «Мир хижинам! Война дворцам!»

### «Гессенский крестьянский вестник» (1834)
Прокламация под названием «Гессенский крестьянский вестник» стала первым опубликованным произведением Георга Бюхнера. Этот текст, призывавший крестьян к восстанию против герцогской власти, открывался лозунгом времён Великой Французской Революции: «Мир хижинам! Война дворцам!». Общий замысел Бюхнера, как впоследствии рассказывал на допросе один из участников «Общества прав человека» Август Беккер, заключался в том, чтобы для мобилизации широких масс с целью «осуществления всеохватной революции» использовать не политическую, а экономическую риторику: 
Прошлые памфлеты, которые выпускались с той же целью, этой цели не отвечали; речь в них шла о Венском Конгрессе, свободе печати, указах Бундестага и тому подобном, всё сплошь о вещах, которые крестьян (ибо именно к крестьянам, полагал Бюхнер, следует прежде всего обращаться) не заботят, пока они заняты своей материальной нуждой; ибо эти люди ничего не смыслят в чести и свободе своей нации, не имеют понятия о правах человека и т.д., они ко всему этому равнодушны, и в одном только этом их равнодушии и коренится их мнимая верность по отношению к князьям и их безучастность по отношению к либеральным течениям времени; однако же они, кажется, недовольны и имеют на то причину, так как жалкий достаток, какой они добывают своим горьким трудом и который столь необходим был бы им самим для улучшения их положения, отнимается у них в качестве налогов. Так и вышло, что при всей партийной симпатии к ним всё же приходится сказать, что они усвоили себе довольно низменные воззрения; и что достичь их внимания, к великому прискорбию, почти никак иначе нельзя, кроме как прямо через кошелёк.Август Беккер, Протокол допроса от 1 сентября, 4 июля, 6 июля и 1 ноября 1837 г.

Для работы над текстом своей прокламации Бюхнер использовал научный труд Георга Вильгельма Юстина Вагнера (1793—1874) «Статистическо-историческое описание Великого Герцогства Гессен». Первая же страница «Крестьянского вестника» отдана статистическим подсчётам налогов, которыми облагаются подданные герцогства: 
Великое герцогство Гессенское имеет 718 373 жителя, которые дают государству ежегодно 6 363 436 гульденов, в том числе:
1. Прямые налоги - - - -  2 128 131 фл. 

2. Косвенные налоги - - - 2 478 264 „ 

3. Домены  - - - - -- - - - - 1547 394 „ 

4. Регалии  - - - - - - - -- - - 46 938 „ 

5. Денежные штрафы - - -98 511 „ 

6. Различные источники - - 64198 „ 

В с е г о . . . . 6 363 436 фл. 

Эти деньги — кровавая десятина, высосанная из народного тела. Семьсот тысяч человек потеют, стонут и голодают из-за этого. Налоги выжимаются именем государства, выжиматели ссылаются на правительство, а правительство говорит, что деньги нужны, чтобы поддерживать государственный порядок. Что же это за страшная вещь — государство?Георг Бюхнер; пер. с нем. Е.Т. Рудневой
1) Direkte Steuern - - - - - - - - 2,128,131  fl.
2) Indirecte Steuern - - - - - - - 2,478,264 „
3) Domänen - - - - - - - - - - - - - 1,547,394 „
4) Regalien  - - - - - - - - - -  - - - - 46,938 „
5) Geldstrafen - - - - - - - - - - - - - 98,511 „
6) Verschiedene Quellen - - - - - -  64,198 „
 _____________________
6,363,363    fl.

### Художественные произведения
Всего в своей жизни Бюхнер написал три драматических произведения. Перед последним путешествием в Страсбург написал в Дармштадте в течение нескольких недель драму «Смерть Дантона» («Dantons Tod, dramatische Bilder aus der Schreckenzeit»; Франкфурт, 1835), ставшую одним из первых образцов современной драмы. В Страсбурге Бюхнер перевёл пьесы Виктора Гюго «Лукреция Борджиа» и «Мария Тюдор» (1835). В рукописи, кроме философских работ и отрывков поэтических сочинений, он оставил комедию «Леонс и Лена» («Leonce und Lena»; издана 1839), полную ума, остроты и резкой иронии, а также отрывки повести «Ленц» («Lenz», 1835) о немецком писателе Якобе Михаэле Рейнхарде Ленце (1751—1792), входившем в движение «Буря и натиск». Лучшим сочинением Бюхнера называют пьесу «Войцек» («Woyzeck», 1837; опера «Воццек» Альбана Берга, 1914—1922, фильмы Вернера Херцога, 1979, Яноша Саса, 1994). Драма «Пьетро Аретино» утрачена.

## История публикации и рецепция
При жизни Бюхнера было опубликовано лишь два его литературных произведения: прокламация «Гессенский крестьянский вестник» (1834) и драма «Смерть Дантона» (1835). Уже после его смерти, в 1839 году Карл Гуцков издал в своём журнале «Telegraph für Deutschland» новеллу «Ленц». Первое издание сочинений из архива Георга Бюхнера осуществил его брат Людвиг в 1850 году. 

Возвращением писателя стало критическое издание всех сочинений Бюхнера «Sämtliche Werke und handschriftlicher Nachlass» с биографией, написанной австрийским писателем Карлом Эмилем Францозом, оно появилось в 1879 году во Франкфурте-на-Майне. С 1921 года пьесы и проза Бюхнера переносятся на кино-, а потом и на телеэкран. С 1923 года вручается премия Бюхнера, которая считается наивысшей наградой Германии в области прозы. Её получили многие крупные писатели Германии, Австрии, Швейцарии.

## Публикации на русском языке
- Георг Бюхнер. Воззвание к гессенским крестьянам Георга Бюхнера. С описанием его жизни и полит. деятельности Эдуарда Давида / Пер. с нем. Э. Теплова. Спб.: Земля, 1907.
- Георг Бюхнер. Смерть Дантона /Пер. с нем. А. Г. Э-на. Петроград, 1919 (Библиотека Марии Малых; № 56).
- Георг Бюхнер. Смерть Дантона. Войчек. М.,Л.: Гос. изд., 1924.
- Георг Бюхнер. Сочинения / Пер. с нем. Е.Т. Рудневой. — М.; Л.: Academia, 1935.
- Георг Бюхнер. Пьесы. Проза. Письма / Под ред. А. Карельского — М.: Искусство, 1972.
- Георг Бюхнер. Смерть Дантона. Приводится по: Пьесы. — М.: Художественная литература
- Немецкая романтическая комедия. — СПб: Гиперион, 2004.
- Георг Бюхнер. Войцек / Пер. с нем. А. Филиппова-Чехова. — М.: Libra, 2018.